# 神川町
神川町（かみかわまち）は、埼玉県の北西部に位置し、児玉郡に属する町。人口は約1万3千人。

## 地理
南側の秩父市、秩父郡皆野町と三市町の範囲が重なる点に城峯山がそびえている。中部の群馬県藤岡市との境界に神流川が流れ、下久保ダムによって形成された神流湖がある。

## 歴史
2006年（平成18年）1月1日、隣接する神泉村との新設合併により、新たに神川町となった。

### 沿革
- 1889年4月1日 - 町村制施行により、丹荘、青柳、若泉の3村が成立する。
  - 賀美郡植竹、元阿保、原新田、八日市、関口、肥土、貫井、小浜、四軒在家の各村と児玉郡熊野堂村が合併して賀美郡丹荘村となる。
  - 児玉郡二ノ宮、新宿、池田、中新里、新里の各村が合併して青柳村となる。
  - 児玉郡渡瀬、下阿久原、上阿久原の各村が合併して若泉村となる。
- 1896年3月29日 - 賀美郡が児玉郡と統合され児玉郡丹荘村となる。
- 1949年12月1日 - 若泉村が分裂し渡瀬村と阿久原村となる。
- 1954年
  - 5月3日 - 児玉郡丹荘村・青柳村が合併し、神川村が発足。
  - 9月1日 - 阿久原村と矢納村が合併し、神泉村となる。
- 1957年5月3日 - 神川村が渡瀬村を編入。
- 1987年10月1日 - 神川村が町制施行し（旧）神川町となる。
- 2003年4月1日 - 防災行政無線運用開始。
- 2006年
  - 1月1日 - （旧）神川町・神泉村が合併し、神川町が発足。
  - 12月20日 - 2代目町章を制定。
- 2011年4月1日 - 防災行政無線放送等変更。
- 2019年1月1日 - 新庁舎供用開始。

## 人口
| |                                        |  |
| 神川町と全国の年齢別人口分布（2005年） | 神川町の年齢・男女別人口分布（2005年） |  |
| ■紫色 ― 神川町 ■緑色 ― 日本全国 | ■青色 ― 男性 ■赤色 ― 女性              |  |
| 神川町（に相当する地域）の人口の推移 \| 1970年（昭和45年） \| 11,425人 \| \| \| 1975年（昭和50年） \| 11,565人 \| \| \| 1980年（昭和55年） \| 12,012人 \| \| \| 1985年（昭和60年） \| 12,508人 \| \| \| 1990年（平成2年） \| 13,564人 \| \| \| 1995年（平成7年） \| 14,414人 \| \| \| 2000年（平成12年） \| 15,197人 \| \| \| 2005年（平成17年） \| 15,062人 \| \| \| 2010年（平成22年） \| 14,469人 \| \| \| 2015年（平成27年） \| 13,730人 \| \| \| 2020年（令和2年） \| 13,359人 \| \| |                                        |  |
| 総務省統計局 国勢調査より |                                        |  |
| 1970年（昭和45年） | 11,425人                               |  |
| 1975年（昭和50年） | 11,565人                               |  |
| 1980年（昭和55年） | 12,012人                               |  |
| 1985年（昭和60年） | 12,508人                               |  |
| 1990年（平成2年） | 13,564人                               |  |
| 1995年（平成7年） | 14,414人                               |  |
| 2000年（平成12年） | 15,197人                               |  |
| 2005年（平成17年） | 15,062人                               |  |
| 2010年（平成22年） | 14,469人                               |  |
| 2015年（平成27年） | 13,730人                               |  |
| 2020年（令和2年） | 13,359人                               |  |

## 行政
- 町長：櫻澤晃（さくらざわ あきら、無所属、1期目、元町議（2年8ヶ月）・元町職員（30年以上）。2022年（令和4年）1月30日投開票の町長選挙にて、新人同士の三つ巴の戦いを制し、初当選。神川町渡瀬出身・植竹在住。）

### 歴代町長
旧神川村長・旧神川町長（平成17年の神泉村との合併まで）
| 代    | 氏名     | 就任                       | 退任                       | 備考                                   |
| ----- | -------- | -------------------------- | -------------------------- | -------------------------------------- |
| 1-6   | 川野平治 | 1954年（昭和29年）5月16日  | 1976年（昭和51年）11月25日 | 現庁舎正面に銅像設置が設置されている。 |
| 7-8   | 木村英治 | 1976年（昭和51年）12月26日 | 1984年（昭和59年）12月25日 |                                        |
| 9-10  | 竹内忠良 | 1984年（昭和59年）12月26日 | 1992年（平成4年）12月25日  | 任期中に町制施行                       |
| 11    | 金井久直 | 1992年（平成4年）12月26日  | 1996年（平成8年）12月25日  |                                        |
| 12-14 | 田村啓   | 1996年（平成8年）12月26日  | 2006年（平成18年）2月4日   |                                        |

神川町長
| 代  | 氏名     | 就任                     | 退任                     | 備考                         |
| --- | -------- | ------------------------ | ------------------------ | ---------------------------- |
| 1   | 田村啓   | 2006年（平成18年) 2月5日 | 2010年（平成22年）2月4日 | 旧神川町長より引き続き (1期) |
| 2-3 | 清水雅之 | 2010年（平成22年) 2月5日 | 2018年（平成30年）2月4日 | 2期                          |
| 4   | 山﨑正弘 | 2018年（平成30年) 2月5日 | 2022年（令和4年）2月4日  | 1期                          |
| 5   | 櫻澤晃   | 2022年（令和4年）2月5日  | 現職                     |                              |

### 広域行政
- 児玉郡市広域市町村圏組合 : 本庄市､美里町､神川町とともに広域市町村圏計画、ごみ処理（小山川クリーンセンター）、余熱利用施設（湯かっこ）、 し尿処理(利根グリーンセンター・埋立最終処分地施設・美里一般廃棄物最終処分場)、火葬場（こだま聖苑）、消防・救急(児玉郡市広域消防本部）の運営を行っている。

## 経済

### 産業
- 主な産業 : 第三次産業
- 産業人口 : 3041人（43.1%）

（平成12年、神川町の統計‐産業より）

### 町内にある企業
- ヤマキ醸造
- ななくさの郷「松田マヨネーズ」
- コスモフーズ　神川工場
- ホープエンジニアリング　神川工場
- 信越ポリマー 児玉工場
- 朝日工業　埼玉工場

## 地域

### 公共施設

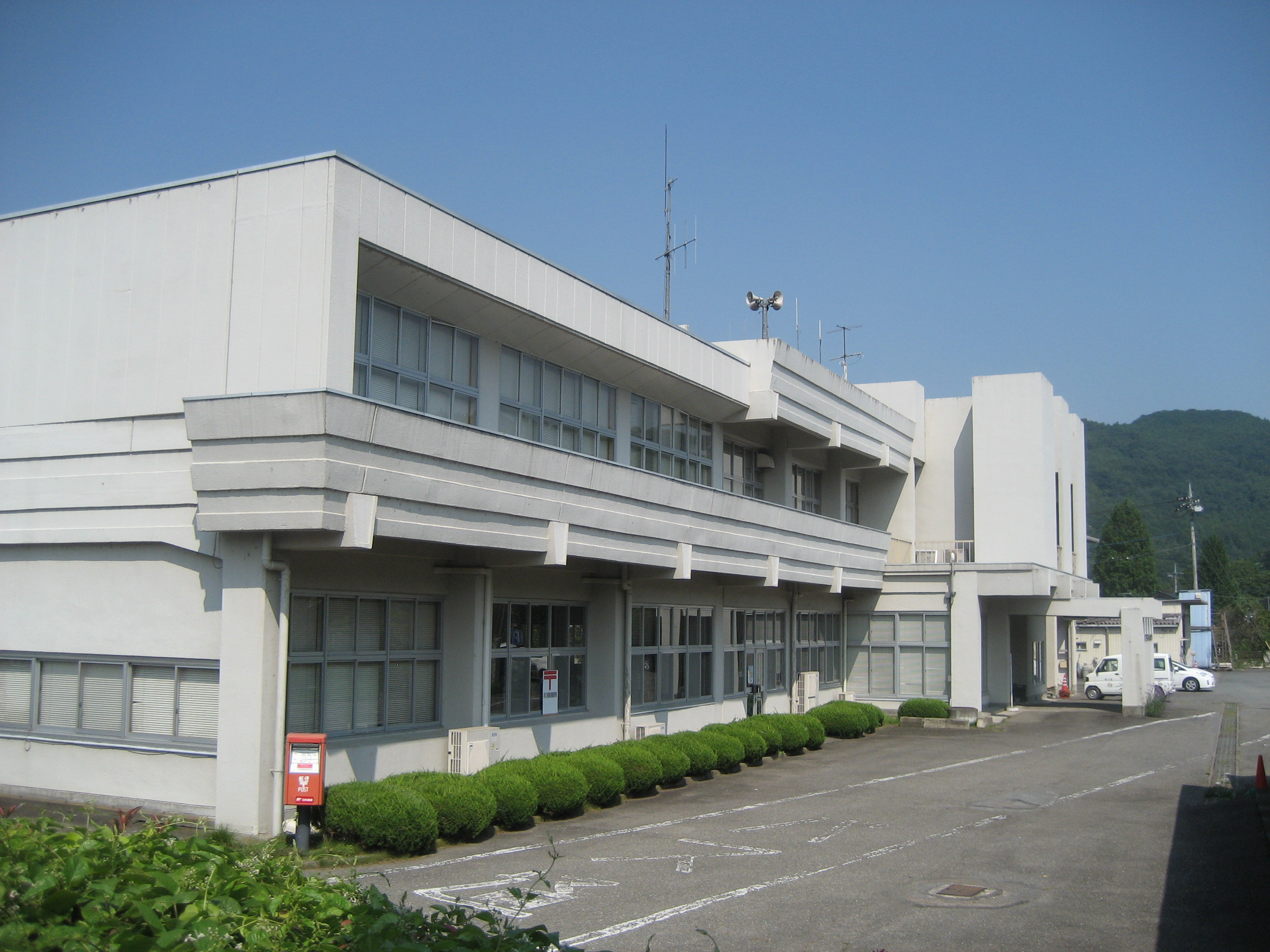
旧神泉総合支所（旧神泉村役場）現在は取り壊して、総合支所は多目的交流施設内に移転

- 神泉総合支所（多目的交流施設内・旧　神泉中学校跡地内）
- 神川町多目的交流施設（旧 神泉中学校跡地内）
- 水道課
- 神川町就業改善センター
- 神川町中央公民館
- ふれあいセンター
- 渡瀬浄化センター
- 矢納センター
- 神川町B&G海洋センター
- 神川町地域振興施設ありの実（道のオアシス神川）
- 神川町地域振興施設かみいずみ（道のオアシス神泉）
- 保健センター
- 総合福祉センター
- いこいの郷
- 学校給食センター
- 神川町立丹荘保育所
- 神川町立青柳保育所

### 教育
- 小学校
  - 神川町立丹荘小学校
  - 神川町立青柳小学校
  - 神川町立神泉小学校
- 中学校
  - 神川町立神川中学校
- 幼稚園
  - 神川町立神川幼稚園

### 消防
- 児玉郡市広域消防本部（本部・消防署は本庄市に所在）
  - 神川分署
  - 神泉分署
- 消防団|神川町消防団

### 警察
- 児玉警察署（本庄市児玉地区に所在）
  - 丹荘駐在所
  - 青柳駐在所
  - 渡瀬駐在所
  - 神泉駐在所

### 電話番号
市外局番は、大字渡瀬を除く旧神川町域が「0495」で同一市外局番の地域との通話は市内通話料金で利用可能（埼玉県本庄MA）。大字渡瀬および旧神泉村域は「0274」で市内局番が（20～59）の地域との通話は市内通話料金で利用可能（群馬県藤岡MA）。収容局は神川局（本庄MA）、鬼石局、坂原局（以上藤岡MA）。藤岡MA・本庄MAの相互通話は県外料金が適用される。

### 郵便番号
郵便番号は、大字渡瀬を除く旧神川町域が「367-02xx」、旧神泉村域および大字渡瀬が「367-03xx」（以上児玉郵便局が集配を担当）である。

## 交通

### 鉄道路線
- 東日本旅客鉄道（JR東日本）
  - 八高線
    - 丹荘駅

#### かつて通っていた鉄道
- 上武鉄道日丹線

### 路線バス
- 朝日自動車
  - 本庄駅南口 - 丹荘駅入口 - 神泉総合支所
- 神川町営バス
  - 神泉総合支所 → 鬼石 → 浜の谷 → 冬桜の宿神泉
  - 神泉総合支所 → 住居野

### 道路
- 一般国道
  - 国道254号
  - 国道462号
- 都道府県道
  - 主要地方道
    - 埼玉県道13号前橋長瀞線
    - 埼玉県道22号上里鬼石線

  - 一般県道
    - 埼玉県道・群馬県道131号児玉新町線
    - 埼玉県道・群馬県道289号矢納浄法寺線
    - 埼玉県道・群馬県道331号吉田太田部譲原線

## 観光・祭事

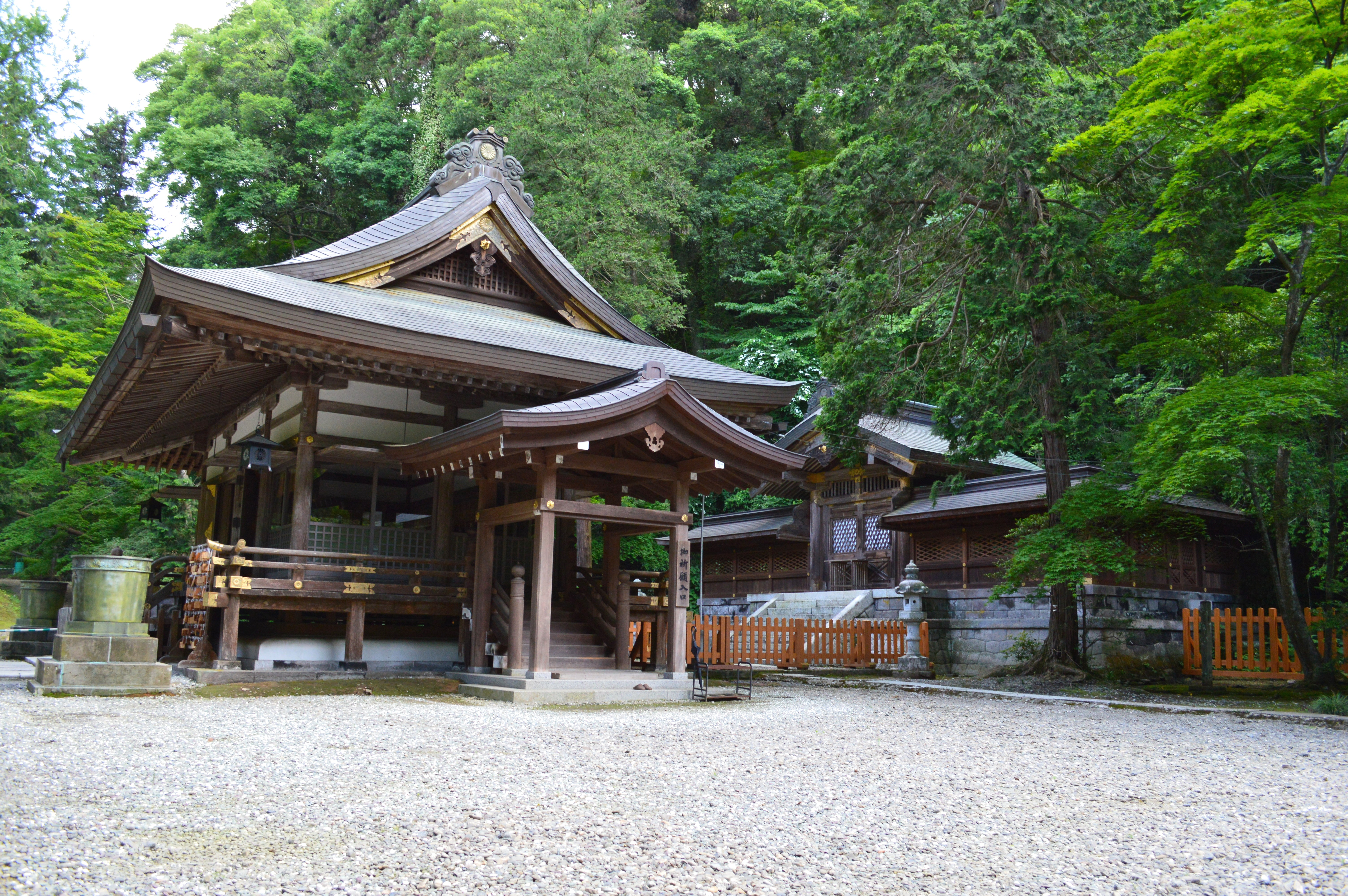
金鑚神社

日本武尊創建として有名な金鑚神社がある。また、梨の特産地として知られ、収穫期には国道254号を中心に直売所が多数設置される。ほか、温室でのバナナ栽培も行われている。秋には町内全域でコスモスが咲く。
- かみかわ町民体育祭　（10月）
- 神川町コスモスまつり&商工会産業祭(同時開催)（10月）
- 冬桜まつり（10月） -  一年に二度咲くという冬桜の開花時期に開催時期を合わせている。
- 町民文化祭　（11月）-  文化の日の連休に開催。
- かみかわ駅伝大会（1月）
- 金鑚神社
- 御岳の鏡岩 - 国の特別天然記念物。
- 大光普照寺
- 神流川温泉白寿の湯
- 三波石峡 - 国の名勝・天然記念物。（1957年7月3日指定）
- 城峯公園
- 冬桜の宿 神泉
- 下久保ダム - 神流川対岸の旧鬼石町側から国道経由で着く。埼玉県側の県道は山の北側になるので根雪や落石が落ちやすい。檜造りの宿泊施設（冬桜の宿神泉）が運営されている。
- 埼玉県100年の森
- 神川温泉　かんなの湯（神川ゆ～ゆ～ランド内　日帰り温泉）

## 著名な出身者
- 安保氏
- 原善三郎（実業家、政治家）
- オナイウ阿道（プロサッカー選手、日本代表）
- 岡泉淳 (柔道家)